# BlueTEC

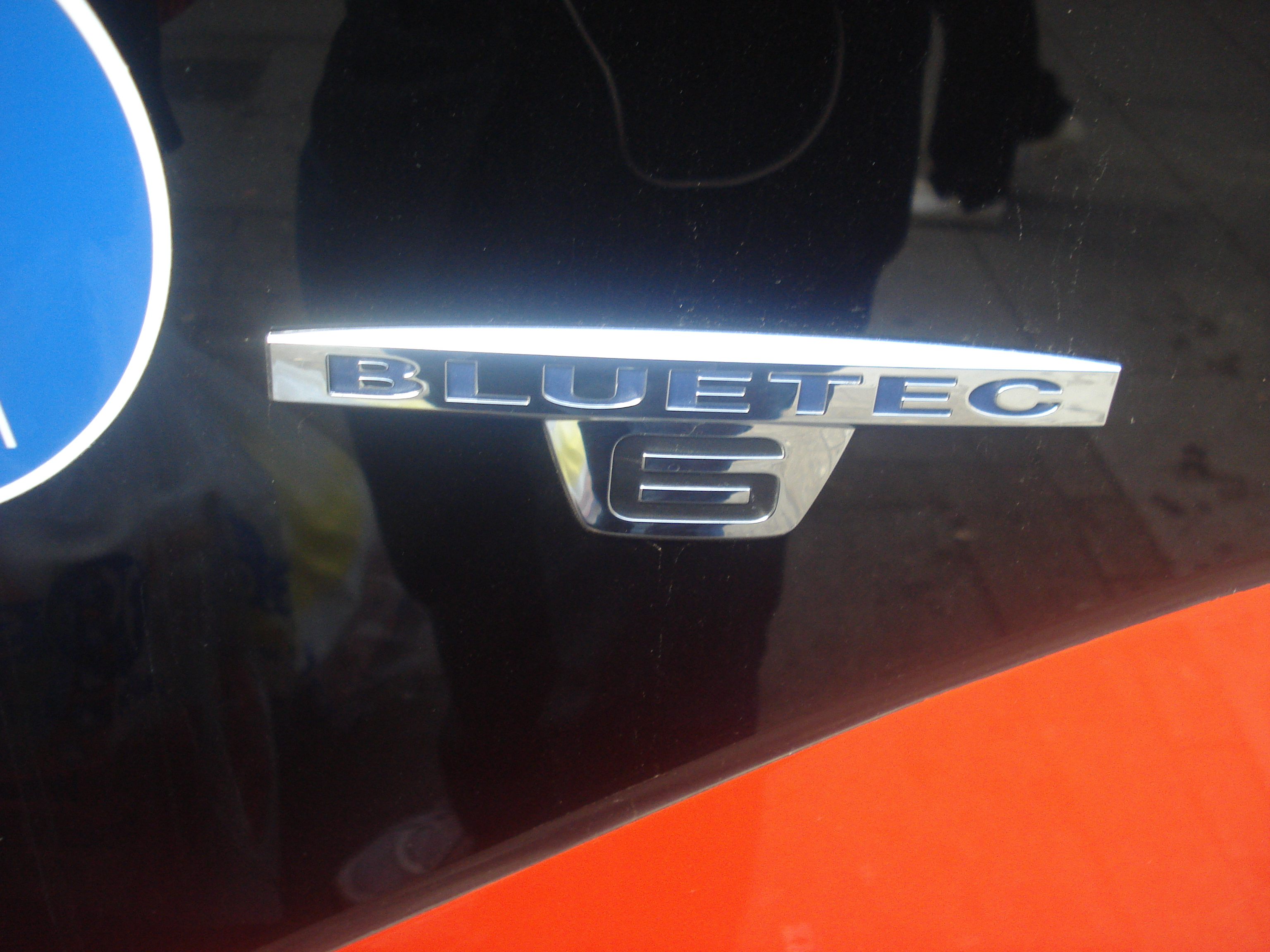
Шильдик BlueTEC с задней стороны автомобиля

BlueTEC — маркетинговое наименование двигателей компании Daimler AG, оснащённых технологией снижения выбросов NOx для уменьшения количества загрязняющих веществ автомобилей, оснащённых дизельными двигателями.
Технология BlueTEC попала в список «Ward’s 10 Best Engines» за 2007 и 2008 года (Mercedes E320 CDI Bluetec DOHC турбодизель).

## История
Компания Daimler AG представила технологию BlueTEC в автомобилях Mercedes-Benz E-класса (E 320 BLUETEC с применением системы DeNOx) и Mercedes-Benz GL-класса (GL 320 BLUETEC с системой SCR) на Североамериканском международном автосалоне 12 января 2006 года. Компания заключила соглашение с концернами Volkswagen и Audi о совместном использовании BlueTEC технологии в целях расширения рынка дизельных легковых автомобилей в США.
В августе 2007 года концерн Volkswagen заявил о прекращении программы совместного использования технологии BlueTEC в связи с развитием собственных двигателей VW TDI. Компания не хотела использовать двигатели конкурента для продукта, который она планировала выпустить на рынок. Вместо этого была разработана собственная система, которая впоследствии скандально провалилась из-за специально разработанного программного обеспечения, позволявшего резко снизить вредные выбросы в тестовых режимах работы двигателя.
В 2010 году технология была установлена на автомобили Mercedes-Benz Sprinter, что позволило ликвидировать большую часть системы EGR и прибавить в мощности (188 л. с./140 кВт вместо 154 л. с./115 кВт).
В начале 2016 года американская фирма Hagens Berman Sobol Shapiro LLP подала иск против Mercedes-Benz о фальсификации данных о выбросах дизельных двигателей 14 моделей компании (M-класс, GL-класс, E-класс, S-класс, R-класс, GLE-класс и Sprinter). По словам представителей Hagens Berman, Mercedes-Benz запрограммировал свои автомобили с технологией BlueTEC таким образом, что система снижения выбросов оксидов азота отключается, когда температура окружающей среды опускается ниже 10 градусов по Цельсию. Официальный представитель немецкого автопроизводителя Йорг Хоу назвал иск «необоснованным», добавив, что концерн готовит необходимые документы для судебного процесса. По сообщению агентства Reuters концерн Daimler AG нанял аудиторскую фирму Deloitte Touche Tohmatsu для проведения внутреннего расследования. 6 декабря 2016 года окружной судья штата Нью-Джерси Хосе Л. Линарес отклонила групповой иск по причине недостатка оснований для обращения в суд. По словам судьи истцы не смогли предоставить доказательства наличия рекламы, где сообщается о более чистой технологии, на чём и основывалось дело.

## Принцип работы
Технология BlueTEC представляет собой модульную концепцию, которая сочетает в себе различные тесно связанные технологии, направленные на минимизацию выбросов. Она включает в себя нейтрализатор избирательного действия (англ. Selective Catalytic Reduction), который сокращает выбросы окислов азота, проводя отработавшие газы через специальный каталитический нейтрализатор и обрабатывая их там присадкой AdBlue на водной основе, а также сажевый фильтр и систему NOx адсорберов DeNOx.
Процесс очистки выхлопных газов выглядит следующим образом:
1. Дизельные фильтры окисления уменьшают количество монооксидов углерода (CO) и углеводородов (HC), выделяемых из выхлопной трубы.
2. Каталитический нейтрализатор DeNOx удаляет оксиды азота.
3. Фильтр твёрдых частиц изымает из выхлопа частицы сажи и сжигает их, когда заполнится.
4. Каталитический нейтрализатор системы SCR при помощи добавки AdBlue (раствор технически чистой мочевины в деминерализованной воде, который впрыскивается в поток выхлопных газов) преобразует оставшиеся оксиды азота в азот и воду[21].